# Yogi Bear (videogioco)
Yogi Bear è un videogioco uscito nel 1987 per Commodore 64, ZX Spectrum e Amstrad CPC, il primo pubblicato commercialmente con protagonista l'Orso Yoghi.

## Trama
Bubu è stato catturato da un cacciatore e chiuso in una gabbia, in attesa di essere venduto a un circo. Yoghi deve esplorare il parco nazionale di Jellystone per trovare la gabbia e liberarlo, prima che giunga il tempo dell'ibernazione.

## Modalità di gioco
Il parco è un ambiente a scorrimento orizzontale, con angolo di visuale rialzato, dove Yoghi può muoversi anche un po' in profondità. Non si tratta tuttavia di un semplice percorso lineare, infatti entrando nelle varie caverne si accede a zone diverse del parco e orientarsi non è banale.
Yoghi ha solo la capacità di camminare nelle 8 direzioni, saltare orizzontalmente e abbassarsi per evitare i vari pericoli del parco: buche, fiumi e laghi da attraversare, geyser, animali, campeggiatori arrabbiati e il Ranger Smith che insegue Yoghi appena lo vede. Per liberarsi dagli inseguitori li può attirare verso gli ostacoli o anche camuffarsi temporaneamente con un cespuglio che può far apparire dal nulla.
L'energia di Yoghi diminuisce con la fatica oltre che toccando i vari pericoli, e Yoghi deve rifornirsi di cibo per recuperarla, ad esempio rubando i classici cestini da picnic.
Per raggiungere la chiave della gabbia è necessario anche superare un breve percorso su delle mattonelle, dove se si sbaglia la sequenza si perde all'istante una vita; per ricostruire la sequenza vanno raccolte otto mele candite sparse per il parco, ognuna delle quali ne fornisce un pezzo.
L'avventura va completata entro un limite di tempo, rappresentato da un calendario che scorre da gennaio a dicembre. Un altro indicatore dice quanto è lontano Bubu.